# Barguillière
La vallée de la Barguillière, ou plus simplement la Barguillière (ou Barguillère, anciennes graphies : Barquilière, Berquilière), est une petite dépression au pied du massif de l'Arize, en Ariège. Elle fait une quinzaine de kilomètres de long, d'est en ouest, de Foix à la source de l'Arget au Pic de Fontfrède.

## Géographie
Neuf communes couvrent cette vallée drainée par l'Arget ; ce sont Le Bosc et Burret au pied du col des Marrous (992 m), puis Serres-sur-Arget, Bénac et Saint-Pierre-de-Rivière le long de l'Arget, Brassac et Ganac sur le versant nord, Cos et Saint-Martin-de-Caralp sur le versant sud au pied du col del Bouich.
Son altitude varie de 400 m au niveau de Foix, jusqu'à environ 1 700 m sur les plus hautes crêtes du massif de l'Arize, à l'ouest. Le peuplement est dans sa grande majorité établi entre 400 m et 700 m d'altitude. Au nord, la vallée est fermée par le massif du Plantaurel.
La majeure partie de la Barguillière est incluse dans le parc naturel régional Pyrénées Ariégeoises créé en 2009.
Cette vallée est très boisée et l'élevage y est la principale activité agricole.

## Communes
| Nom                     | Code Insee | Intercommunalité         | Superficie (km2) | Population (dernière pop. légale) | Densité (hab./km2) |
| ----------------------- | ---------- | ------------------------ | ---------------- | --------------------------------- | ------------------ |
| Bénac                   | 09049      | CA L'Agglo Foix-Varilhes | 2,8              | 174 (2022)                        | 62                 |
| Brassac                 | 09066      | CA L'Agglo Foix-Varilhes | 24,33            | 621 (2022)                        | 26                 |
| Burret                  | 09068      | CA L'Agglo Foix-Varilhes | 4,96             | 44 (2022)                         | 8,9                |
| Cos                     | 09099      | CA L'Agglo Foix-Varilhes | 6,4              | 358 (2022)                        | 56                 |
| Ganac                   | 09130      | CA L'Agglo Foix-Varilhes | 20,19            | 746 (2022)                        | 37                 |
| Le Bosc                 | 09063      | CA L'Agglo Foix-Varilhes | 25,57            | 114 (2022)                        | 4,5                |
| Saint-Martin-de-Caralp  | 09269      | CA L'Agglo Foix-Varilhes | 9,16             | 375 (2022)                        | 41                 |
| Saint-Pierre-de-Rivière | 09273      | CA L'Agglo Foix-Varilhes | 2,35             | 676 (2022)                        | 288                |
| Serres-sur-Arget        | 09293      | CA L'Agglo Foix-Varilhes | 17,73            | 772 (2022)                        | 44                 |

## Histoire
Elle était autrefois réputée pour sa ferronnerie artisanale, notamment pour les clouteries de Ganac.